# TM軽井沢
TM軽井沢（てぃーえむかるいざわ、Team MOROZUMI Karuizawa、略称：TMK）は、長野県北佐久郡軽井沢町を拠点とする日本の男子カーリングチームである。長野県カーリング協会所属。

## 概要
2018年平昌オリンピック男子カーリング日本代表で日本の男子を20年ぶりのオリンピック出場に導いた元「SC軽井沢クラブ」主将の両角友佑が「日本のカーリングの活性化やレベル向上」のために、新チームの立ち上げを決断。弟の両角公佑、前シーズンは札幌国際大学でプレーした岩井真幸と宿谷涼太郎の4名により結成。

## 沿革
2019-20シーズン
- 2019年5月 - 両角友佑、両角公佑、岩井真幸、宿谷涼太郎の4名でチーム結成。
- 2019年8月 - ワールドカーリングツアー（WCT）アドヴィックスカップでツアー初優勝を飾る[2]。

## 所属選手
所属選手は2024年2月現在。
| 2019-20 | 両角友佑 | 岩井真幸 | 宿谷涼太郎 | 両角公佑 |          |
| 2020-21 | 両角友佑 | 岩井真幸 | 宿谷涼太郎 | 両角公佑 |          |
| 2021-22 | 両角友佑 | 岩井真幸 | 宿谷涼太郎 | 両角公佑 |          |
| 2022-23 | 両角友佑 | 岩井真幸 | 宿谷涼太郎 | 両角公佑 | 松村雄太 |
| 2023-24 | 両角友佑 | 岩井真幸 | 宿谷涼太郎 |          | 松村雄太 |
| 2024-25 | 両角友佑 | 岩井真幸 | 宿谷涼太郎 | 両角公佑 | 松村雄太 |

### チーム編成
| シーズン | フォース | サード   | セカンド   | リード   | リザーブ | 主な大会 |
| -------- | -------- | -------- | ---------- | -------- | -------- | -------- |
| 2019-20  | 両角友佑 | 岩井真幸 | 宿谷涼太郎 | 両角公佑 |          | JCC 2020 |
| 2020-21  | 両角友佑 | 岩井真幸 | 宿谷涼太郎 | 両角公佑 |          | JCC 2021 |
| 2021-22  | 両角友佑 | 岩井真幸 | 宿谷涼太郎 | 両角公佑 |          |          |
| 2022-23  | 両角友佑 | 松村雄太 | 宿谷涼太郎 | 両角公佑 | 岩井真幸 | JCC 2023 |
| 2023-24  | 両角友佑 | 松村雄太 | 宿谷涼太郎 | 岩井真幸 |          | JCC 2024 |
| 2024-25  | 両角友佑 | 松村雄太 | 宿谷涼太郎 | 岩井真幸 | 両角公佑 | JCC 2025 |

- スキップは太字で表示

## 主な戦歴
| 大会 / シーズン          | 大会 / シーズン          | 2019–20 | 2020–21 | 2021–22 | 2022–23 | 2023–24 | 2024–25 |
| ------------------------ | ------------------------ | ------- | ------- | ------- | ------- | ------- | ------- |
| パシフィックアジア選手権 | パシフィックアジア選手権 |         |         | 2       |         |         |         |
| 日本選手権               | 日本選手権               | 2       | 3       |         | 4       | 4       | 6       |
| 中部選手権               | 中部選手権               |         |         | 3       |         |         |         |
| 長野県トライアル         | 長野県トライアル         | 1       |         |         |         |         |         |

### パシフィックアジア選手権
- 2021年アルマトイ（ カザフスタン） -  準優勝

### 日本選手権
- 第37回（2019-20シーズン） - 準優勝
- 第38回（2020-21シーズン） - 3位
- 第40回（2022-23シーズン） - 4位

### ワールドカーリングツアー

#### レギュラー
- アドヴィックスカップ（2019-20シーズン） - 優勝